# Enrico Coleman

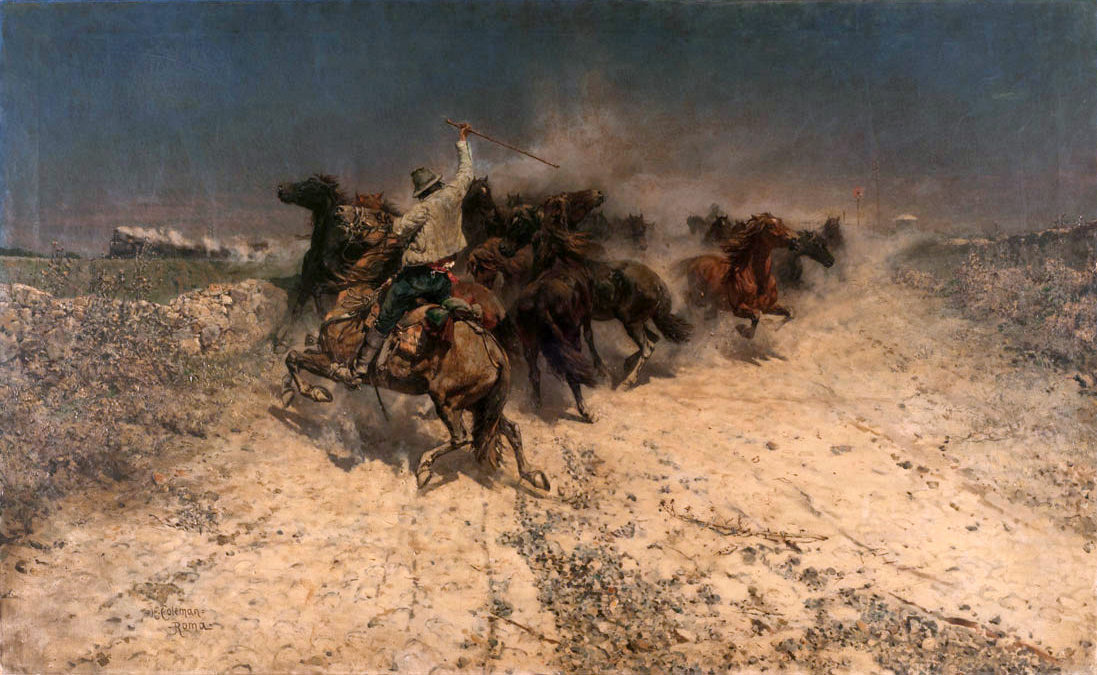
Timor panico (Arreando caballos), ahora en el Museo Nacional de Bellas Artes de Buenos Aires

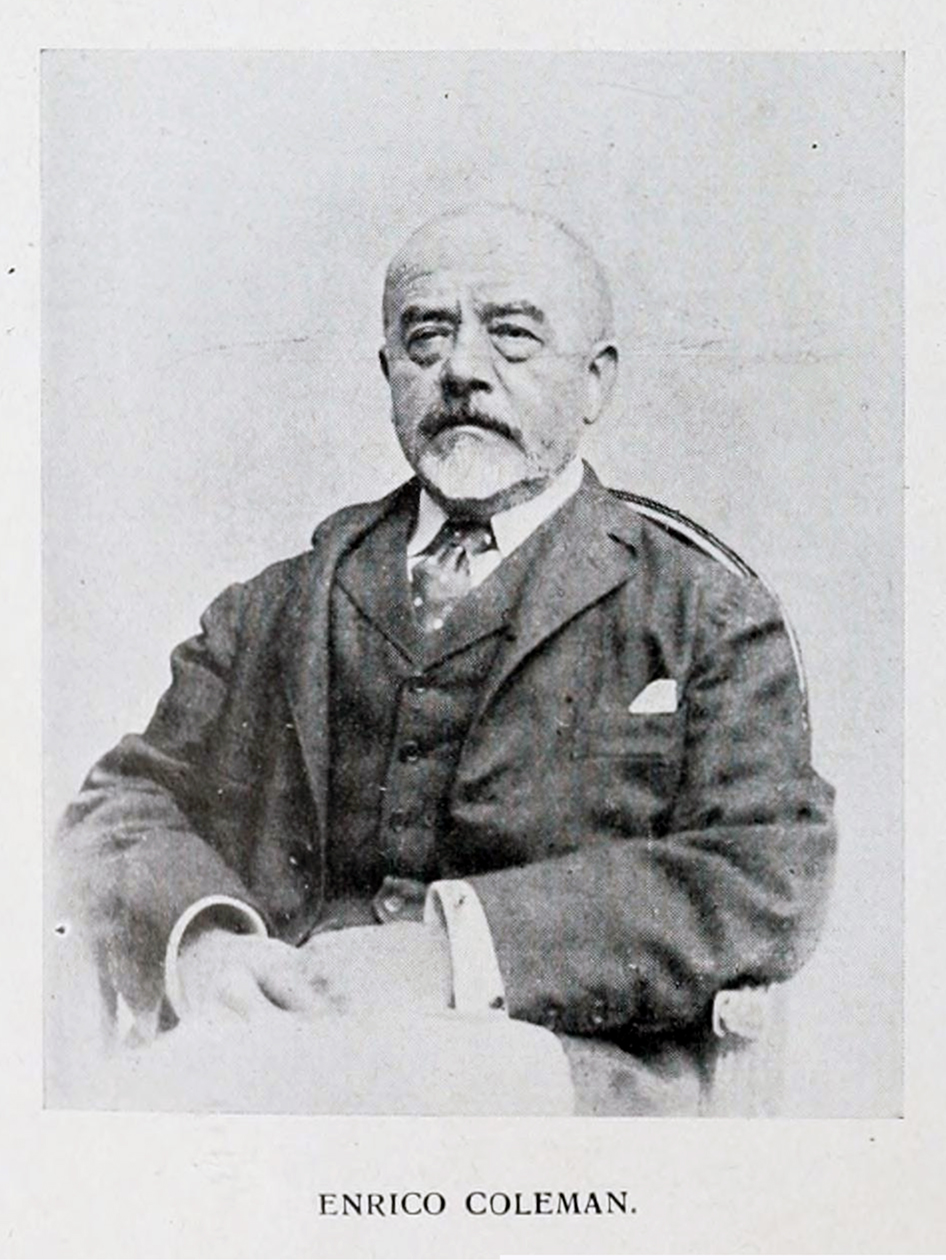
Su retrato fotográfico de "En Memoriam: Enrico Coleman", Emporium 33 (196):306–313, abril de 1911

Enrico Coleman (21 de junio de 1846 – 14 de febrero de 1911) fue un pintor italiano de nacionalidad británica. Hijo del pintor inglés Charles Coleman y hermano del menos conocido pintor italiano Francesco Coleman. Enrico Coleman fue reconocido por sus pinturas, con óleos y acuarelas, de los paisajes del Campagna Romana y Agro Pontino, y como coleccionista, productor y pintor de orquídeas. Debido a su supuesto aire Oriental,  era conocido entre sus amigos como "Il Birmano", el birmano.

## Vida
Enrico Coleman nació en Roma el 21 de junio de 1846. Fue el cuarto hijo del pintor inglés Charles Coleman, quién viajó a Roma en 1831 y se instaló allí permanentemente en 1835; y de Fortunata Segadori (o Segatori), una famosa modelo de Subiaco. Sus padres se casaron en 1836.

## Trabajos publicados
- 'Panorama invernale del Gran Sasso d'Italia' (cromolitografía) en Bollettino del Club Alpino Italiano Torino: Fratelli Doyen 1884. XVII:50 tavola VII
- Gabriele d'Annunzio Isaotta Guttadàuro ed altre poesie: con disegni di Vincenzo Cabianca, Onorato Carlandi, Giuseppe Cellini, Enrico Coleman, Mario de Maria, Cesare Formilli, Alessandro Morani, Alfredo Ricci, G.Un. Sartorio Roma: La Tribuna 1886
- Edoardo de Fonseca yo castelli romani Firenze: Fratelli Alinari 1904

## Más información
- [s.n.] (1911) 'Necrologio @– Enrico Coleman' (necrología) en Annali di botanica IX:2 Consiglio nazionale delle ricerche; Università degli studi di Roma La Sapienza, Dipartimento di biologia vegetale. Roma: Tipografia E. Voghera
- [s.n.] (1911) Catalogo della mostra di belle arti, esposizione internazionale di Roma Bergamo: Istituto Italiano d'Arti Grafiche p. 20
- Francesco Sapori ([1919]) Enrico Coleman (Maestri dell'arte núm. 15) Torino: E. Celanza
- Augusto Jandolo (1938) Le memorie di un antiquario Milano: Ceschina p. 335
- Livio Iannattoni (1945) Roma e gli Inglesi Roma: Atlantica
- ———  (1950) 'yo pittori Coleman' en L'Urbe XIII:4 p. 27ss
- Francesco Sapori (1954) yo maestri di Terracina Roma p. 33
- Valentino Martinelli (1963) Paesisti romani dell'Ottocento Roma: Fratelli Palombi p. 59
- Maurizio Marini, Maurizio Fagiolo dell'Arco (1977) Il gran libro della natura: Ettore Ferrari e la pittura di paesaggio un Roma tra 800 e 900 Roma: Edizioni Aventino p. 99
- Maurizio Fagiolo dell'Arco, Maurizio Marini (1978) Mostra di traje di Roma 800 Roma: De Luca p. 14
- Anna Gramiccia (1978) 'Enrico Coleman' en Da Canova un De Carolis Roma p. 81
- Massimiliano Marazzi (1979) 'La Campagna romana en un dipinto di Enrico Coleman' en Lazio ieri e oggi enero 1979
- Egidio Maria Eleuteri ([19--]) Lo estudio dal vero nella Campagna Romana di Eurico Coleman: con 18 disegni en bianco e nero [s.l.]: Todo'Insegna del settimo sigillo
- Pier Andrea De Rosa, Paolo Emilio Trastulli (1988) yo pittori Coleman Roma: Estudio Ottocento
- Pier Andrea De Rosa (1997) Enrico Coleman: 1846-1911: pittura & natura: Palazzo Campello, Roma, 13 maggio-8 giugno 1997 Roma: Estudio Ottocento